# Uadi Maghara

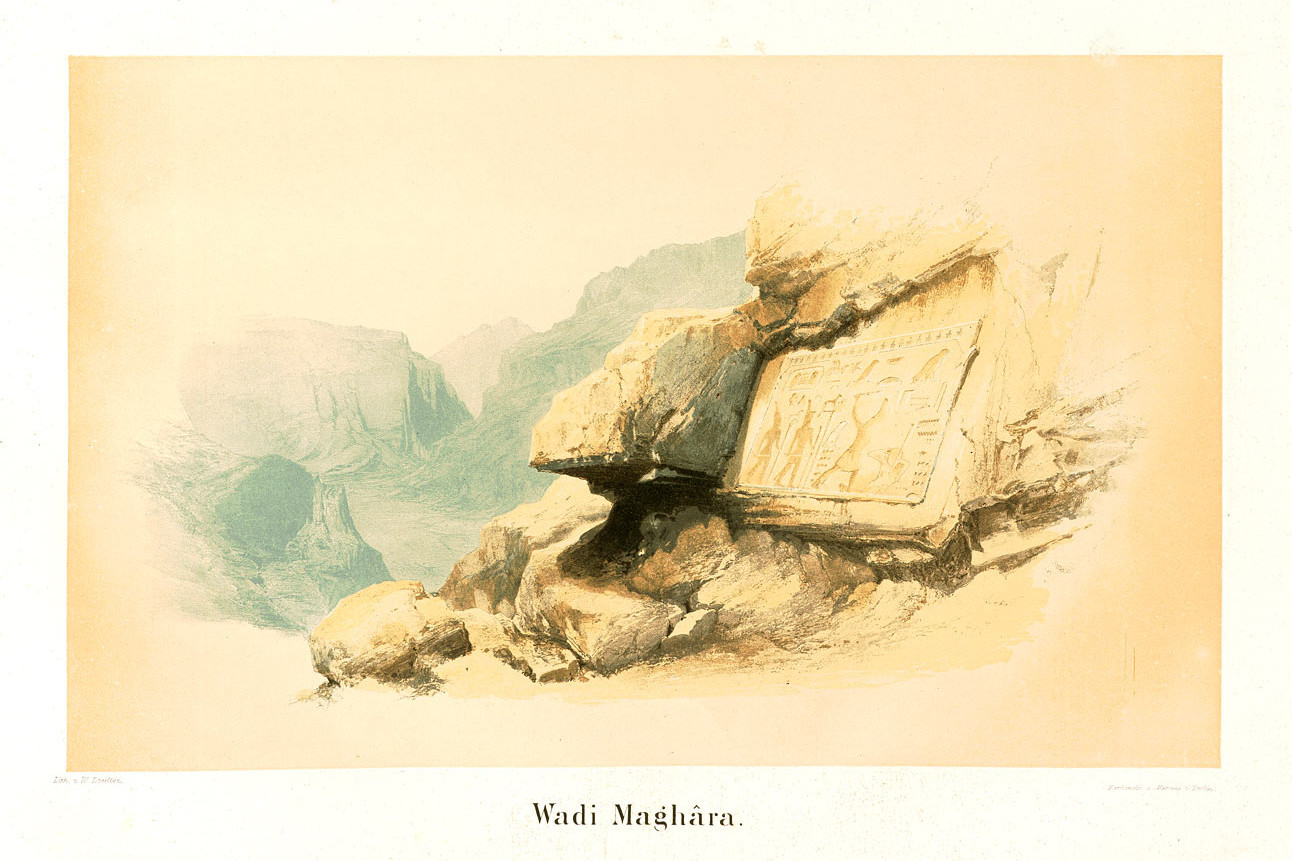
Uadi Maghara. Grabado de la expedición de Lepsius.

Uadi Maghara es una región situada en la zona meridional de la península del Sinaí.
Su importancia se debe a la presencia de minerales, tales como turquesa, extraídos desde la antigüedad.
A partir de la dinastía II de Egipto la extracción de este mineral está confirmada por multitud de inscripciones grabadas en las rocas del lugar como testimonio de expediciones organizadas por los faraones, enfrentándose a las tribus de nómadas beduinos, para obtener el control de la península del Sinaí.
La región tiene extraordinario valor arqueológico, pues en sus rocas están grabados textos jeroglíficos con los nombres de varios faraones de las primeras dinastías de Egipto, tales como: Sanajt, Sejemjet, Dyeser, Nyuserra, Menkauhor, Dyedkara-Isesi, Meryra Pepy, etc.
La piedra turquesa estaba relacionada con la diosa Hethert “Señora de la turquesa”, venerada en un templo de la península del Sinaí, y para los antiguos egipcios tenía un gran valor simbólico: simbolizaba el cielo y la luz del amanecer, y estaba relacionada con el renacimiento, la maternidad, la procreación y la fertilidad, atributos de Hethert, siendo profusamente empleada tanto en joyas como en amuletos.